# Nicolas Bürgy
Nicolas Bürgy (* 7. August 1995 in Bern) ist ein Schweizer Fussballspieler. Er spielt auf der Position des Innenverteidigers und steht beim BSC Young Boys unter Vertrag.

## Karriere

### Verein
Nach seinen fussballerischen Anfängen beim lokalen FC Belp wechselte Bürgy im Kindesalter zum BSC Young Boys. Dort durchlief er sämtliche Juniorenstufen und unterschrieb 2015 seinen ersten Profivertrag. Nach der Vertragsunterschrift wurde er für die Saison 2015/16 an den FC Wohlen in die Challenge League ausgeliehen, in der er im Alter von 19 Jahren im Kantonsderby gegen den FC Aarau zu seinem Debüt im Schweizer Profifussball kam. Für die Freiämter bestritt er 26 Spiele und schoss ein Tor. 
Zur Saison 2016/17 kehrte Bürgy zum BSC Young Boys zurück und debütierte am 10. September 2016 beim 2:1-Heimsieg über den FC Luzern in der Super League, der höchsten Schweizer Spielklasse. Bereits einen Monat zuvor hatte er beim Kantersieg gegen den SC Veltheim im Schweizer Cup sein Debüt für die Young Boys absolviert. 
Im Februar 2017 wurde er für eineinhalb Spielzeiten an den Ligakonkurrenten FC Thun ausgeliehen. Für die Berner Oberländer spielte er in 36 Partien und erzielte ein Tor und zwei Assists. Aufgrund einer langwierigen Verletzung des zentralen Nervensystems fiel Bürgy 2018 für mehrere Monate aus. 
Im September 2018 wurde er nach überstandener Verletzung für den Rest der Saison 2018/19 an den FC Aarau ausgeliehen und bestritt 30 Spiele. Ihm gelangen ein Tor und zwei Assists.
Seit Sommer 2019 ist Bürgy zurück beim BSC Young Boys und erzielte beim 4:1-Heimsieg gegen Neuchatel Xamax sein erstes Pflichtspieltor für die Berner. Am 19. September 2019 debütierte er beim Auswärtsspiel in Porto in der UEFA Europa League. Im Januar 2020 verlängerten die Young Boys seine Vertragslaufzeit vorzeitig um drei Jahre bis 2023. 

### Nationalmannschaft
Bürgy ist ehemaliger Spieler der Schweizer Juniorennationalmannschaft U-20.

## Titel und Erfolge
BSC Young Boys
- Schweizer Meister 2020 mit dem BSC Young Boys